# Eleonoro Pasini

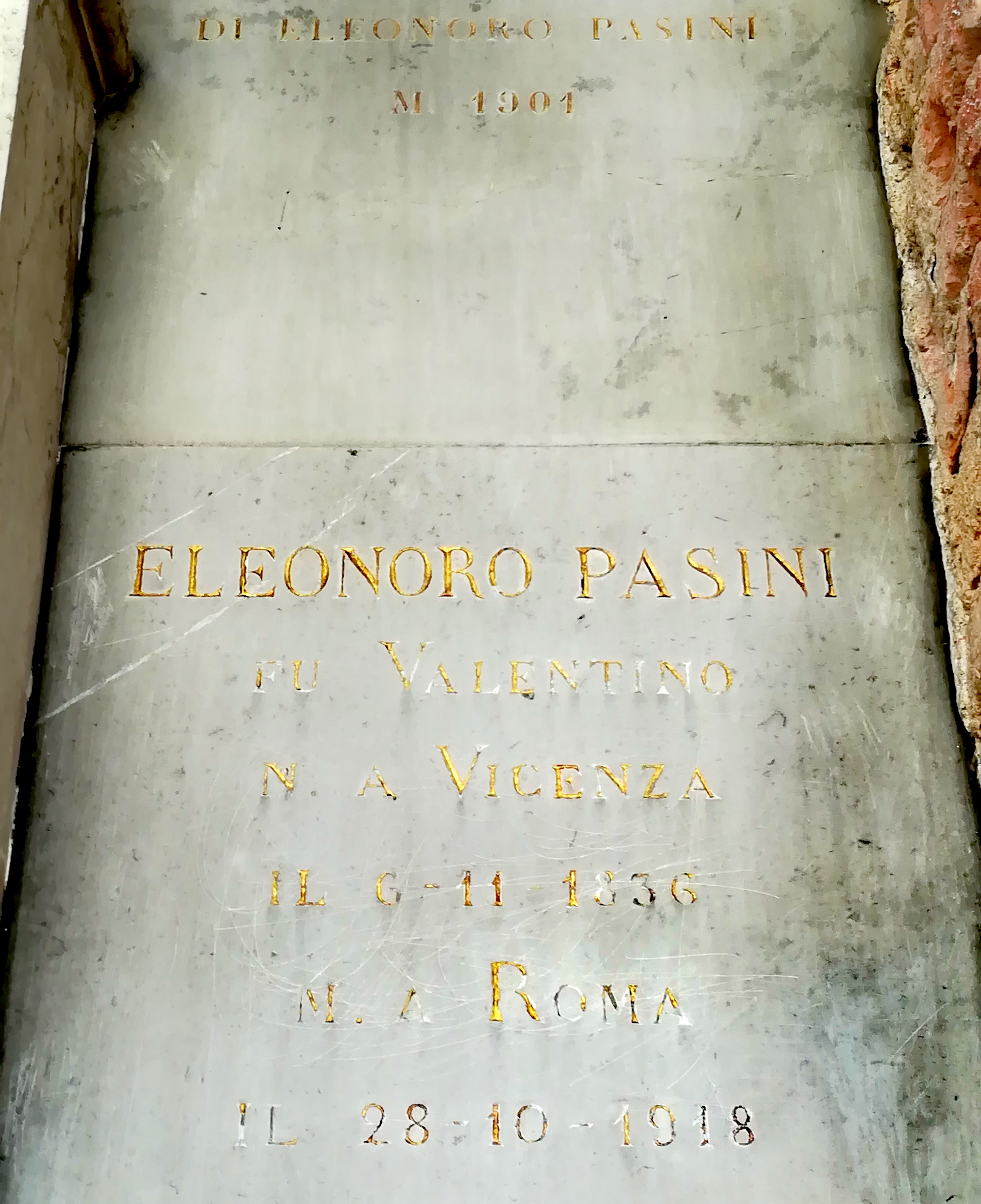
Tomba di Eleonoro Pasini presso Cimitero Monumentale di Vicenza.

Eleonoro Pasini (Schio, 6 novembre 1836 – Roma, 29 ottobre 1918) è stato un politico italiano, deputato del Regno d'Italia dal 1867 al 1876.

## Biografia
Figlio di Valentino e Catterina Vandinelli. Nipote di Lodovico Pasini, geologo e patriota. Dottore in legge a Pisa nel 1861. Deputato al Parlamento nazionale per il Collegio di Schio dal 22 marzo 1867 al 3 ottobre 1876. Consigliere e sindaco del Comune di Vicenza dal 1897 al 1900. Morì nel 1918.
A Eleonoro Pasini fu intitolata la prima biblioteca di Schio: esso nel 1918 predispose un lascito di circa 6000 lire per la fondazione di tale istituzione pubblica. Eleonoro Pasini nel 1877 donò al museo di Vicenza importanti raccolte geologiche, collezionate dallo zio Lodovico nella sua casa di Schio.

## Opere
L'arciduca Massimiliano d'Austria e Valentino Pasini con premessa di Giovanni da Schio, Vicenza, Industria della stampa G. Peronato, 1935